# Vladimír Andrs
Vladimír Andrs, češki veslač, * 12. maj 1937, Praga, † 17. junij 2018.
Andrs je za Češkoslovaško nastopil na Poletnih olimpijskih igrah 1964 v Tokiu, kjer je s soveslačem Pavlom Hofmannom v dvojnem dvojcu osvojil bronasto medaljo. 